# Mulholland Drive (Straße)

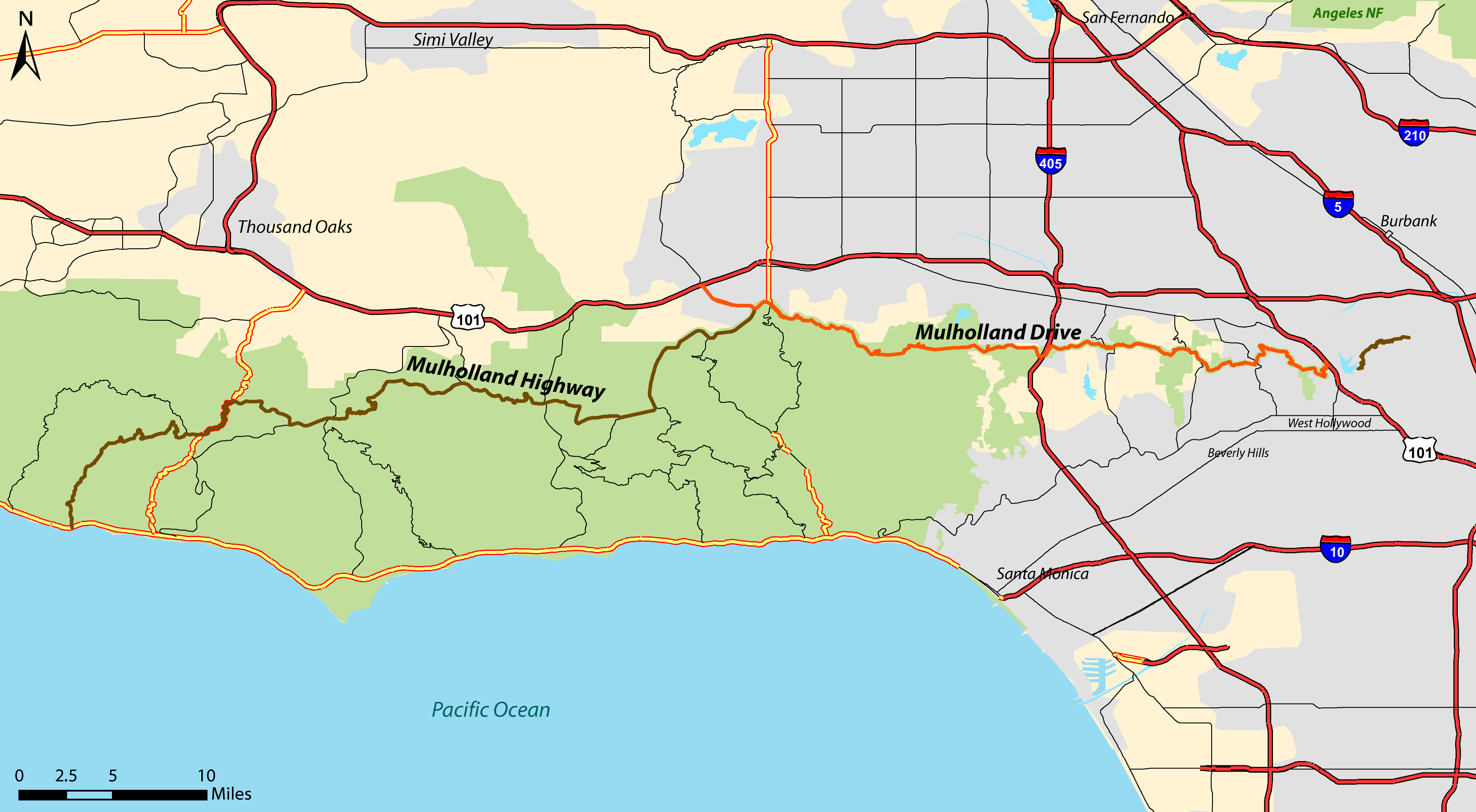
Karte des Mulholland Drive mit Umgebung

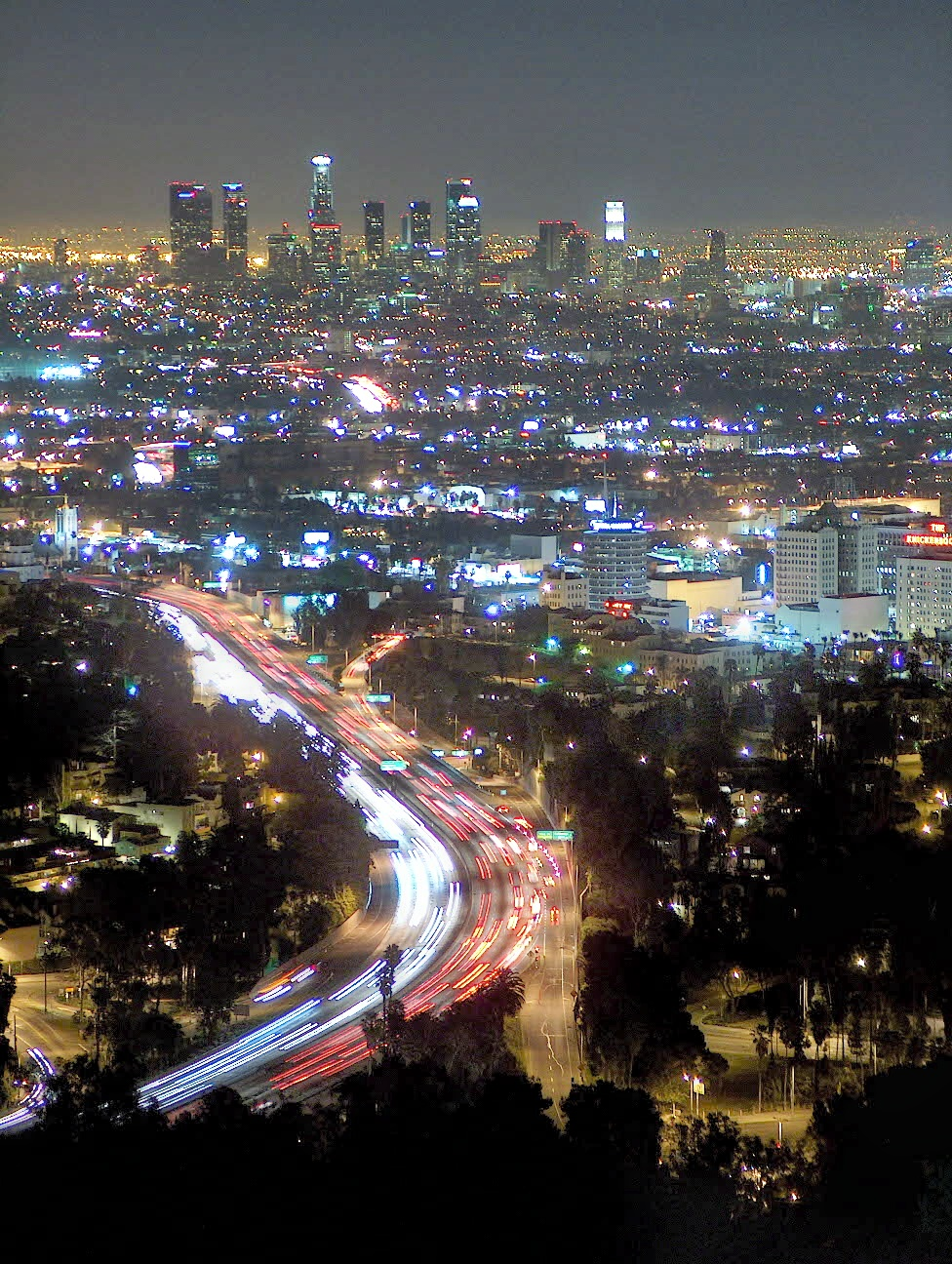
Blick auf Downtown LA vom Anfang des Mulholland Drive

Der Mulholland Drive ist eine 34 Kilometer lange Panoramastraße im Los Angeles County. Sie ist nach dem Ingenieur William Mulholland benannt, der am Anfang des 20. Jahrhunderts die Trinkwasserversorgung der Stadt Los Angeles organisierte und so erst den Aufstieg der Stadt möglich machte.

## Verlauf
Ein östliches Teilstück des Mulholland Drive verläuft auf dem Gelände des Griffith Park in den Hollywood Hills. Es handelt sich um einen nicht asphaltierten Sandweg zwischen Mt. Hollywood Drive im Osten und Mt. Lee Drive im Westen. Der Weg ist für den öffentlichen Fahrzeugverkehr gesperrt.
Der eigentliche Mulholland Drive verläuft durch die östlichen Santa Monica Mountains als zweispurige, kurvenreiche Straße. Er beginnt im Osten am U.S. Highway 101 in den Hollywood Hills und der erste Abschnitt bietet einen spektakulären Blick auf Los Angeles. Hier stehen einige der wertvollsten Villen des Großraums Südkalifornien und wohnen Prominente vorwiegend der Filmindustrie. Die Straße verläuft durch die Hügel vorbei an locker bebauten Wohngebieten und mehreren öffentlichen Parkanlagen, überquert den Interstate 405 am Sepulveda Pass und setzt sich nach Westen fort in der Santa Monica Mountains National Recreation Area bis zum San Vincence Mountain Park. Dort führt heute auf dem ursprünglichen Verlauf der Straße ein nicht asphaltierter und für den motorisierten Verkehr gesperrter Wander- und Mountainbike-Weg, der das beliebte Naherholungsgebiet erschließt. Westlich des Parks wird der Mulholland Drive wieder zur Straße und endet am Highway 101 bei Calabasas.
Kurz vor dem westlichen Ende des Mulholland Drive zweigt der Mulholland Highway ab, der ebenfalls zweispurig durch die Santa Monica Mountains National Recreation Area in den zentralen Santa Monica Mountains zum Pazifischen Ozean führt und wenige Kilometer westlich von Malibu am Küstenhighway California State Route 1 endet.
Der größte Abschnitt der heutigen Straße wurde im Jahre 1924 dem Verkehr übergeben. Beim Bau handelte es sich um ein Landerschließungsprojekt, das höhere Lebensqualität, frischere Luft und den Ausblick der Mittelgebirgskette vom Hollywood Freeway bis zur pazifischen Küste erschließen sollte. Die durchweg zweispurige Straße folgt im Wesentlichen dem Rücken der Santa Monica Mountains und hat heute aufgrund ihres kreuzungsreichen und verschlungenen Verlaufs eine verkehrstechnisch eher geringe Bedeutung. Sie dient der Erschließung der luxuriösen Wohngebiete und dem Freizeitverkehr.

## Film
Für Mulholland Drive – Straße der Finsternis des Regisseurs David Lynch (2001) war die Straße namensgebend. Auf ihr spielen zwei wichtige Szenen des Films und es wird das von ihr aus zu sehende nächtliche, erleuchtete Panorama Los Angeles’ gezeigt.